# Phreatia plexauroides
Phreatia plexauroides är en orkidéart som beskrevs av Heinrich Gustav Reichenbach. Phreatia plexauroides ingår i släktet Phreatia och familjen orkidéer. Inga underarter finns listade i Catalogue of Life.